# Алжиро-греческие отношения
Алжиро-греческие отношения — двусторонние дипломатические отношения между Алжиром и Грецией. Греция имеет посольство в Алжире, а Алжир представлен в Греции своим посольством в Афинах.
Отношения между государствами насчитывают более 2000 лет. Дипломатические отношения были прочными с первых лет независимости Алжира.
Торговля между Грецией и Алжиром увеличивается, при этом важным фактором является импорт природного газа из Алжира. В последние годы возникли проблемы с нелегальной иммиграцией из Алжира в Грецию, а также с торговлей алжирцами выходцев из Африки к югу от Сахары, стремящихся попасть в Европейский союз.

## История

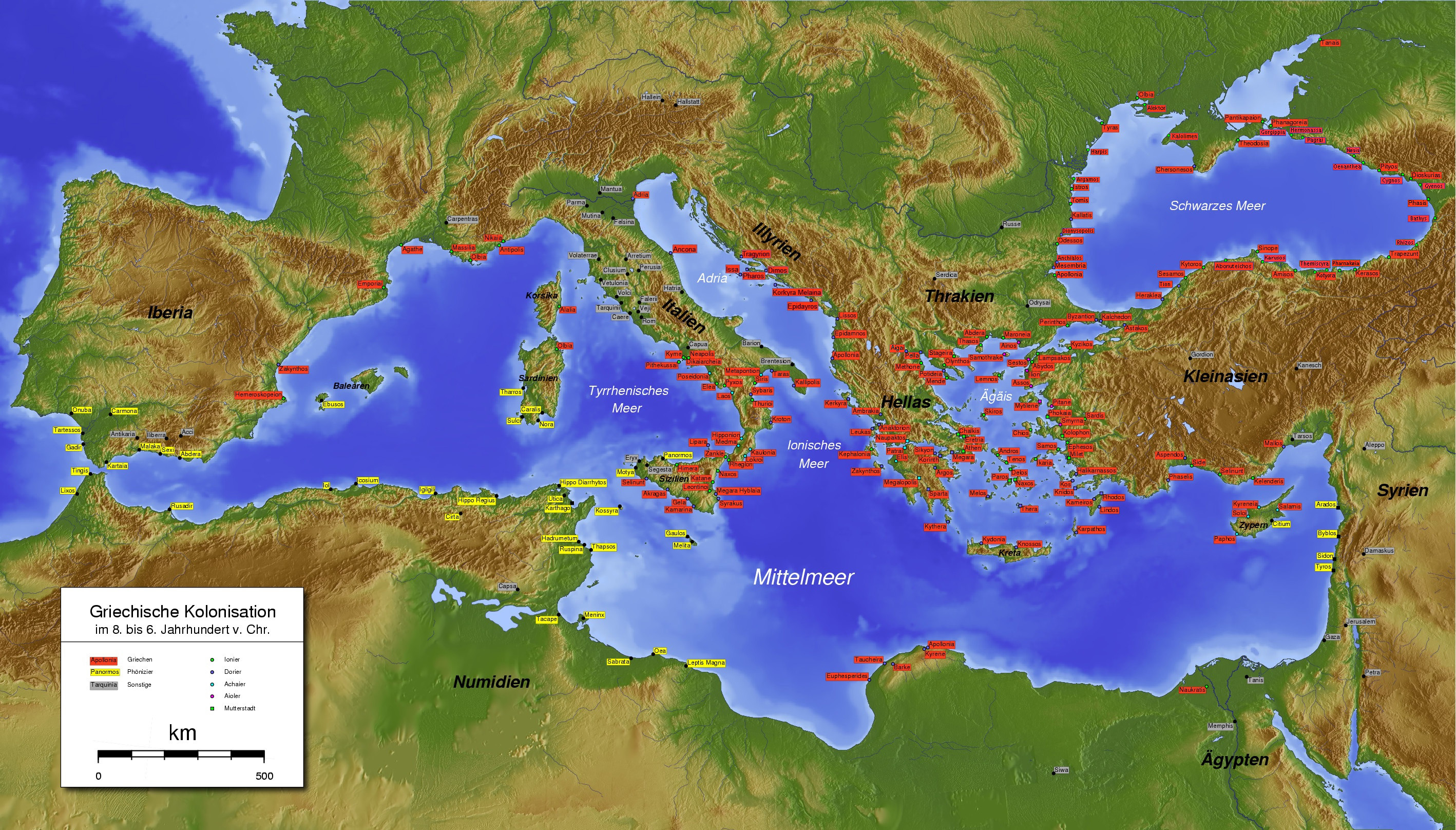
Финикийские и греческие колонии около 350 года до н. э.

Максимальные размеры Римской империи при Траяне в 117 году н. э.

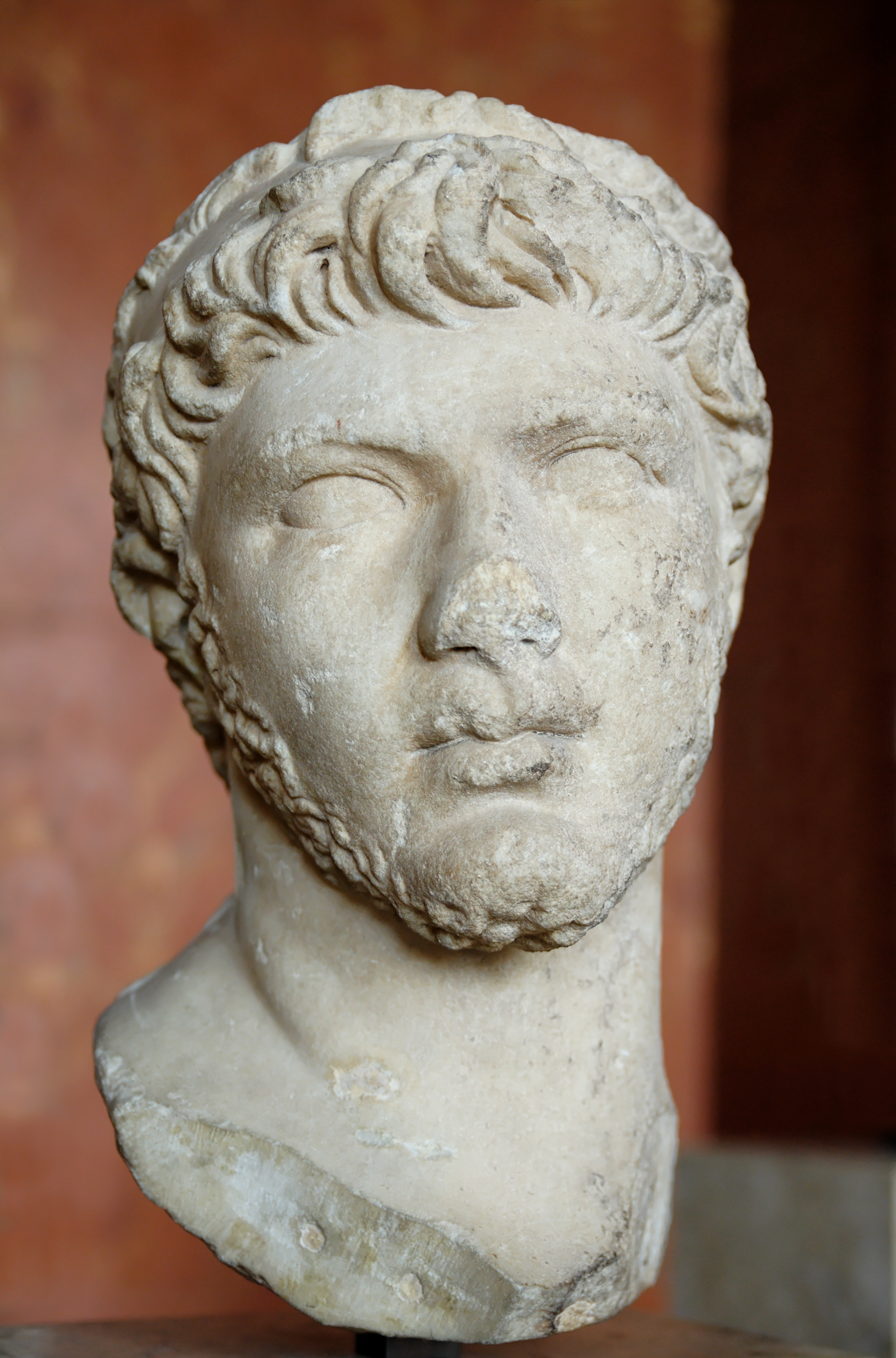
Бюст Птолемея, ок. 30-40 гг. н. э. внука птолемеевской греческой царицы Египта Клеопатры VII. Лувр

Первыми зарегистрированными контактами между греками и алжирцами были столкновения в V веке до н. э. между финикийцами, которые поселились на территории нынешнего Туниса и Алжира со столицей в Карфагене, и греческой колонией Сиракузы на Сицилии. Столица Нумидии, Цирта (позже переименованная в Константину) была основана в 203 году до н. э. с помощью греческих колонистов. Греческий историк Полибий обсуждал войны, которые привели к тому, что Карфаген и Нумидия стали римскими провинциями Африки и Мавретании.

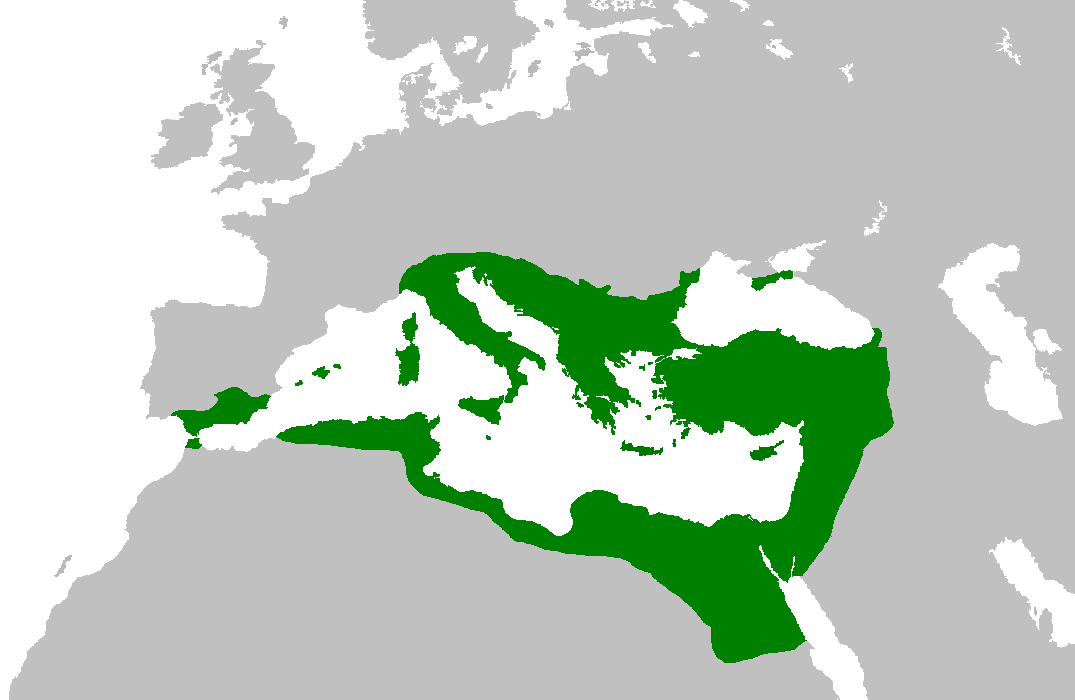
Византийская империя во время её наибольшего территориального распространения при Юстиниане I, около 550 года

После почти 600 лет пребывания в составе Римской империи территория, которая сейчас является Алжиром, была оккупирована вандалами в 428 году н. э. В 533—534 годах византийский полководец Велизарий победил вандалов, и Африка стала провинцией Византийской империи. В 535 году греческий император Юстиниан I сделал Сицилию византийской провинцией.

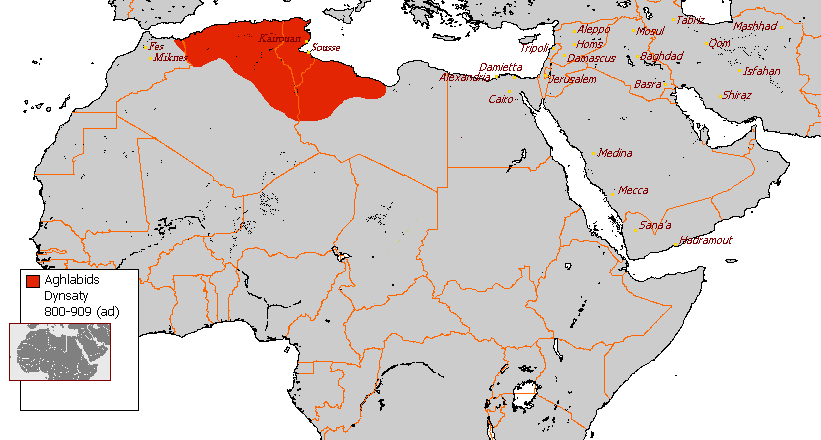
Ифрикия в начале IX века

Арабские войска халифа Усмана ибн Аффана безуспешно вторглись на Сицилию в 652 году, хотя арабам удалось изгнать греков из Северной Африки между 670 и 711 годами н. э. Серьёзное нападение на Сицилию было начато в 740 году из Карфагена, где арабы построили верфи и постоянную базу для более продолжительных атак, опять же безуспешно. В 826 году Зиядет- Аллах I, эмир Ифрикии, послал армию, которая захватила южный берег острова и осадила Сиракузы, но из-за чумы был вынужден отказаться от этой попытки. В 831 году отряды берберов захватили Палермо после годичной осады. Палермо стал мусульманской столицей Сицилии, переименованной в аль-Медину. Таормина пала в 902 году, но греки цеплялись за территорию острова до 965 года.
В 1061 году, после успешной кампании против византийцев на юге Италии, норманн Роберт Гвискар вторгся в Сицилийский эмират и захватил Мессину. После продолжительной кампании к 1091 году норманны завершили завоевание Сицилии. Нормандское королевство Сицилии развило яркую культуру и стало воротами, открывшими мир греческой философии и мусульманской науки в Западную Европу (позже в 1204 году норманны разграбили и заняли сам Константинополь во время Четвёртого крестового похода).

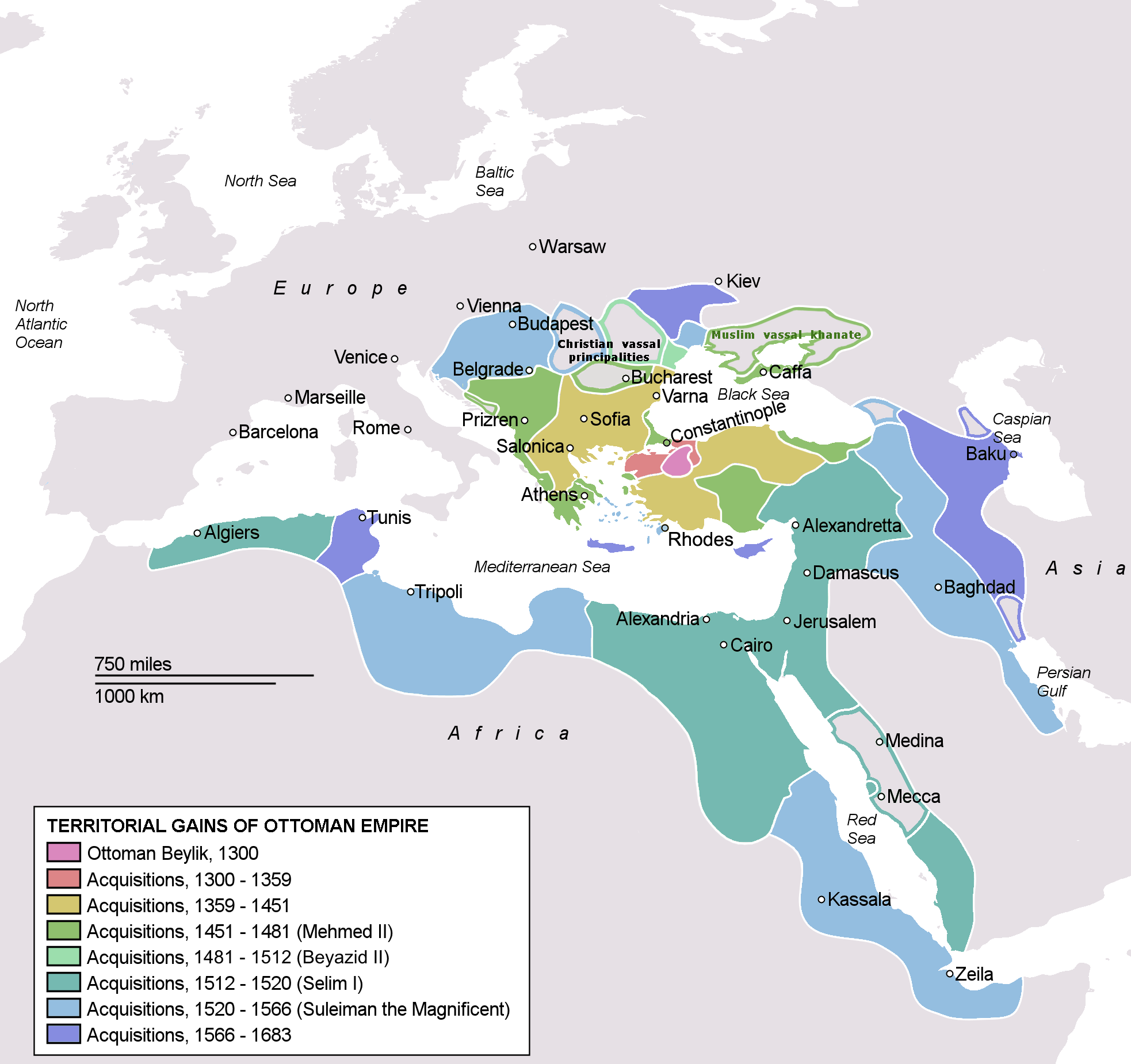
Османская империя во время её наибольшего территориального распространения

После падения Константинополя турками в 1453 году большая часть Греции находилась под властью Османской империи до провозглашения ею независимости в 1821 году. Алжир также стал провинцией Османской империи в 1517 году, захваченный полутурком Аруджем Барбароссой, который учредил берберских пиратов. Формально Алжир оставался подчинённым Османской империи до французского вторжения в Алжир в 1830 году, но на практике был в значительной степени независимым. Берберийские корсары, базирующиеся в Алжире и других портах берберийского побережья, представляли серьёзную угрозу для торговли в Средиземном море до их подавления в начале XIX века. Греческие и берберийские пираты поддерживали тесные отношения со многими греками, плавающими на берберийских кораблях.
Значительная часть грекоязычных жителей Каржезы эмигрировала в Сиди Меруан Алжир между 1874 и 1876 годами. По оценкам, из общей численности населения, составлявшей 1 078 человек в 1872 году, 235 эмигрировали.
Греция была одной из первых стран, установивших дипломатические отношения с Алжиром после обретения независимости в 1962 году, когда в 1963 году тогдашнее генеральное консульство Греции в Алжире было преобразовано в посольство.

## Официальные отношения

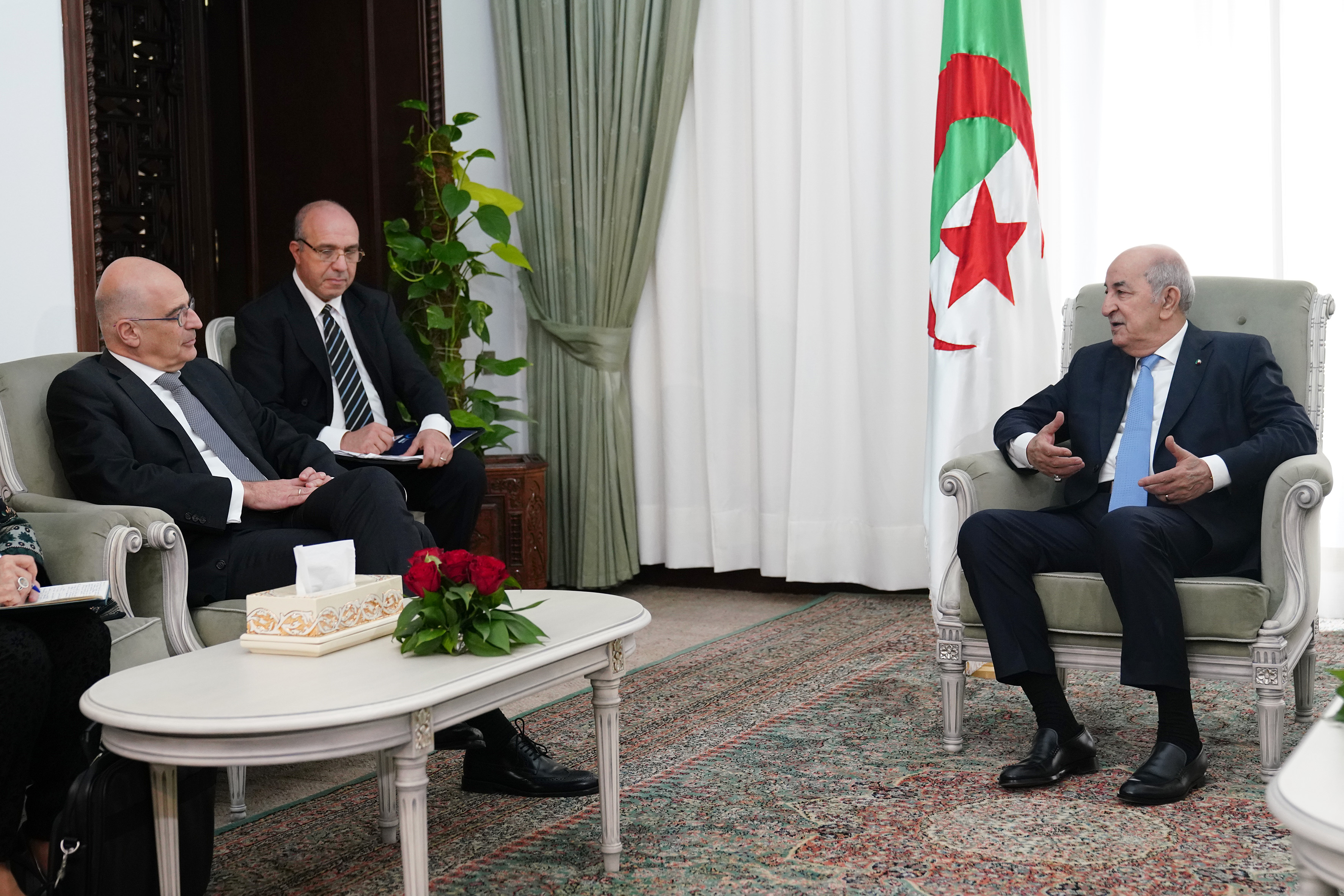
Встреча министра иностранных дел Греции Никоса Дендиаса с президентом Алжира Абдельмаджидом Теббуном 13 февраля 2020 года

### Дипломатические контакты
Две средиземноморские страны часто поддерживают дипломатические контакты на высоком уровне. В 1994 году министр иностранных дел Алжира Мохамед Салах Дембри посетил Афины, где он встретился со своим коллегой Каролосом Папульясом и был принят премьер-министром Андреасом Папандреу. Они обсудили двусторонние отношения, в частности обсудили вопросы Кипра и Скопье. В феврале 2001 года другой министр иностранных дел Алжира посетил Грецию. В июле 2002 года министр развития Греции Акис Цохацопулос и министр энергетики Алжира Чакиб Хелиль встретились, чтобы изучить новые пути сотрудничества. В 2003 году министр национальной обороны Греции Иоаннос Папандониу посетил Алжир, чтобы обсудить пути укрепления военного сотрудничества между Алжиром и Грецией. В марте 2008 года министр иностранных дел Греции Дора Бакоянни посетила Алжир, где встретилась с президентом Алжира Абдельазизом Бутефликой и договорилась о расширении двустороннего экономического сотрудничества. В послании президенту Греции Каролосу Папульясу Бутефлика сказал, что желает развивать и углублять отношения между двумя странами и консультироваться по вопросам, связанным с безопасностью в Средиземноморском регионе.

### Двусторонние соглашения
По состоянию на 2009 год между двумя странами было заключено 3 двусторонних соглашения:
- Соглашение об экономическом и научно-техническом сотрудничестве (1982);
- Соглашение о сотрудничестве в области образования (1988);
- Соглашение о взаимной защите и привлечении инвестиций (2000).

## Экономические отношения

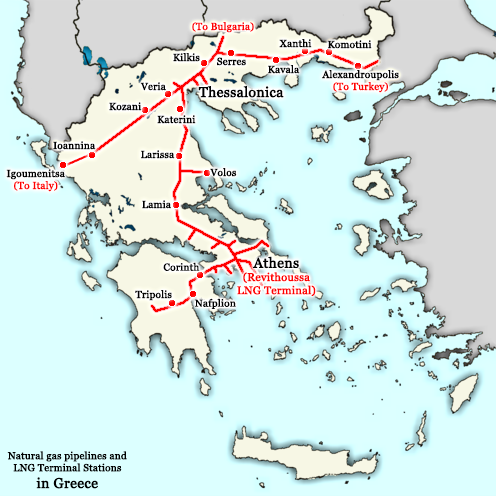
Газопроводы в Греции

С 2000 года Алжир поставлял в Грецию природный газ в соответствии с долгосрочным соглашением между двумя странами. Сжиженный природный газ доставляется специальными судами к терминалу, находящемуся на небольшом острове Ревитусса. В 2001 году экспорт алжирской продукции в Грецию составил 89 млн. $, включая в основном нефть и нефтепродукты, природный газ, неорганические химические вещества, железо и сталь. В том же году греческий экспорт в Алжир составил 50,78 млн. $ и состоял в основном из зерновых и связанных с ними производных, табачных изделий, фармацевтических препаратов, медицинских и цветных металлов. К 2006 году общий объём торговли вырос до 410,2 млн. $ США. В 2007 году Алжир занял 6-е место среди арабских торговых партнёров Греции.
В 2008 году высокопоставленная делегация алжирского правительства и представителей деловых кругов из таких секторов, как управление портами, строительство, общественные работы, банковское дело и финансы, а также энергетика, и около 60 греческих делегатов провели в Афинах форум по экономическому сотрудничеству между Алжиром и Грецией.

## Миграция
Поскольку Испания и Италия принимают все более жёсткие меры по ограничению нелегальных мигрантов с Ближнего Востока и Африки, все большее их число прибывает в ЕС через Грецию. В 2007 году в Греции было арестовано 112 000 нелегальных иммигрантов по сравнению с 40 000 в 2005 году. Приток нелегальных мигрантов вызывает рост насилия в Афинах. Вновь прибывшие беженцы из зон конфликтов на Ближнем Востоке и в Африке эксплуатируются организованными бандами нигерийцев, марокканцев и алжирцев, которые участвовали в уличных боях в центре Афин в 2008 году. В мае 2009 года 500 нелегальных иммигрантов в Афинах, в основном из Алжира и Туниса, были осаждены толпой греков-неонацистов в заброшенном восьмиэтажном здании без воды и электричества. Ранее в этом году турецкая полиция арестовала группу из 120 алжирских нелегальных иммигрантов, пытавшихся перейти границу с Грецией. Турецкий город Адана стал популярным перевалочным пунктом для алжирских нелегальных иммигрантов.
Алжир также является перевалочным пунктом для торговли мигрантами из стран Чёрной Африки. Государственный департамент США описывает Алжир как транзитную страну для мужчин и женщин, вывозимых из стран Чёрной Африки с целью коммерческой сексуальной эксплуатации и принудительного труда.